# Maartenskerk (Etten)
De Maartenskerk, ook wel de Oude Kerk of de Hervormde kerk, is een protestantse kerk in de Nederlandse plaats Etten. De kerk is rond 1440 gebouwd op de locatie waar sinds circa 1000 reeds een kerkje heeft gestaan. De bouw van de kerk werd geïnitieerd door Willem II van der Leck, Heer van den Bergh. Rond 1600 ging de kerk over van de katholieken naar de protestanten. De katholieken bouwden in de 19e eeuw een nieuwe kerk, een waterstaatskerk en later de Sint-Martinuskerk. In 1787 werd de kerk gesplitst, zodat er in een apart gedeelte onderwijs gegeven kon worden. In 1841 stortte het dak in, nadat de kerk getroffen was door een brand. In de Tweede Wereldoorlog raakte de kerk ook flink beschadigd door granaatvuur, maar dit werd na de oorlog weer hersteld.
De kerk is opgebouwd uit tufsteen en baksteen. De toren bestaat uit drie geledingen van tufsteen, met daarboven een geleding van baksteen. In de bovenste twee geledingen zijn galmgaten aangebracht. De toren is bekroond met een ingesnoerde naaldspits. Het gotische schip met zadeldak wordt gedragen door kruisribgewelven, die gebruikmaken van onder andere 11e-eeuwse kraagstenen. Aan de oostzijde heeft de kerk een 5/8e gesloten koor. Aan de zuidelijke zijgevel is een portaal toegevoegd. In 1950 is er een consistoriekamer toegevoegd aan de kerk, opgebouwd uit stenen van de in de Tweede Wereldoorlog zwaar beschadigde Sint-Eusebiuskerk in Arnhem.
In de kerk is een kerkorgel aanwezig, gemaakt in 1843 door Carl Friedrich August Naber. De eikenhouten preekstoel is gemaakt in 1628. De kerk is in 1967 aangewezen als rijksmonument.

## Galerij

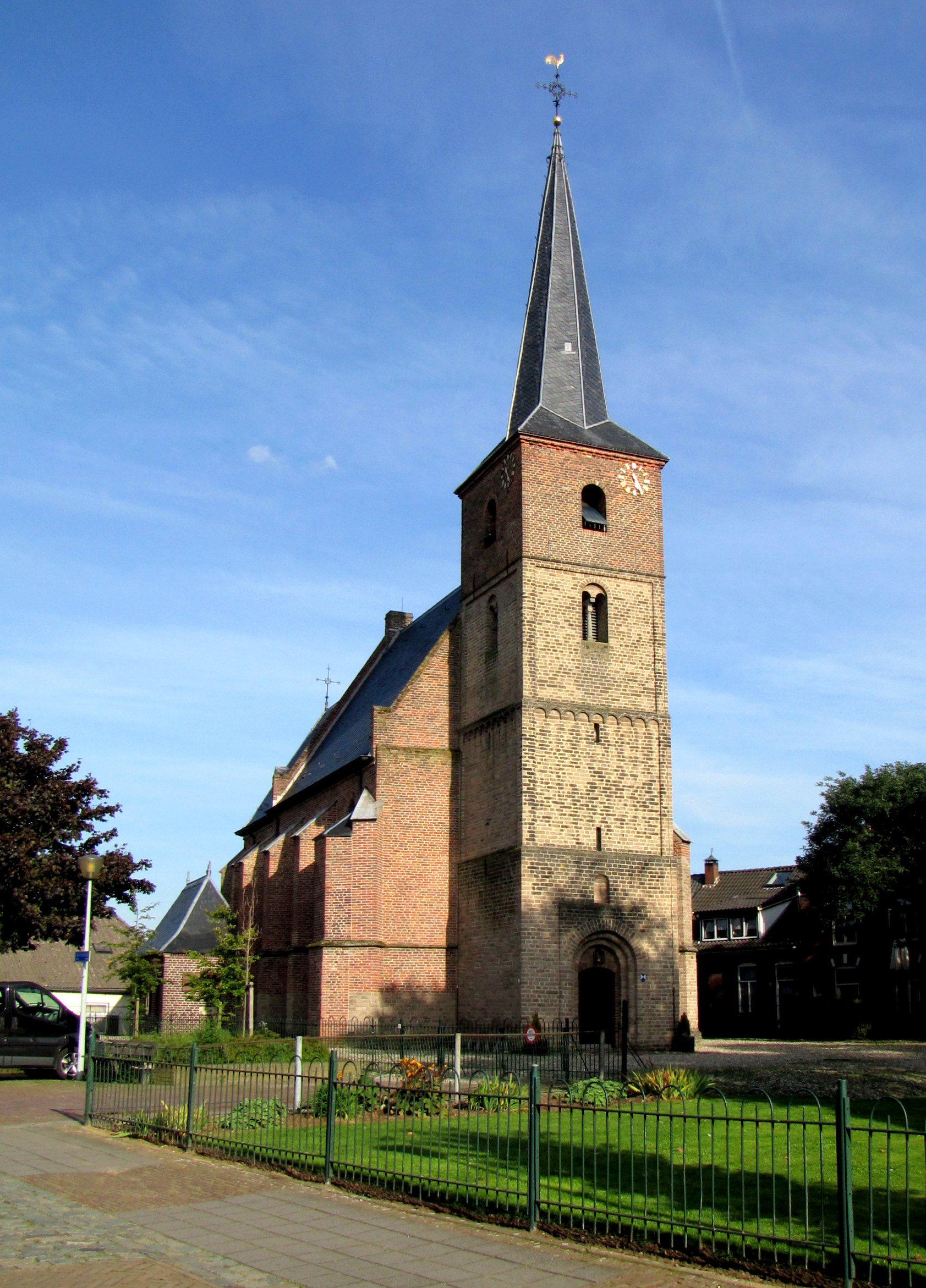
Aanzicht in 2010
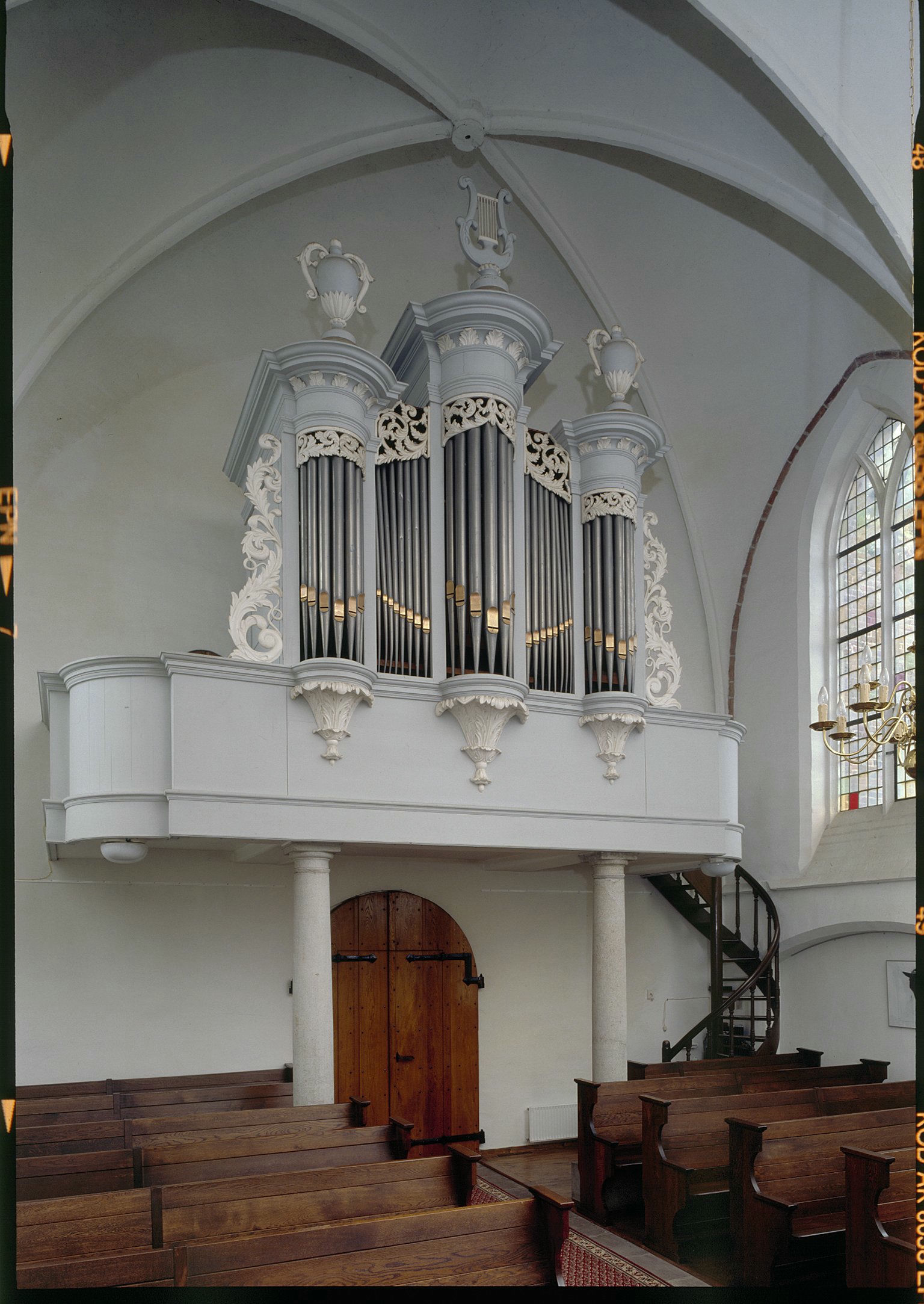
Kerkorgel
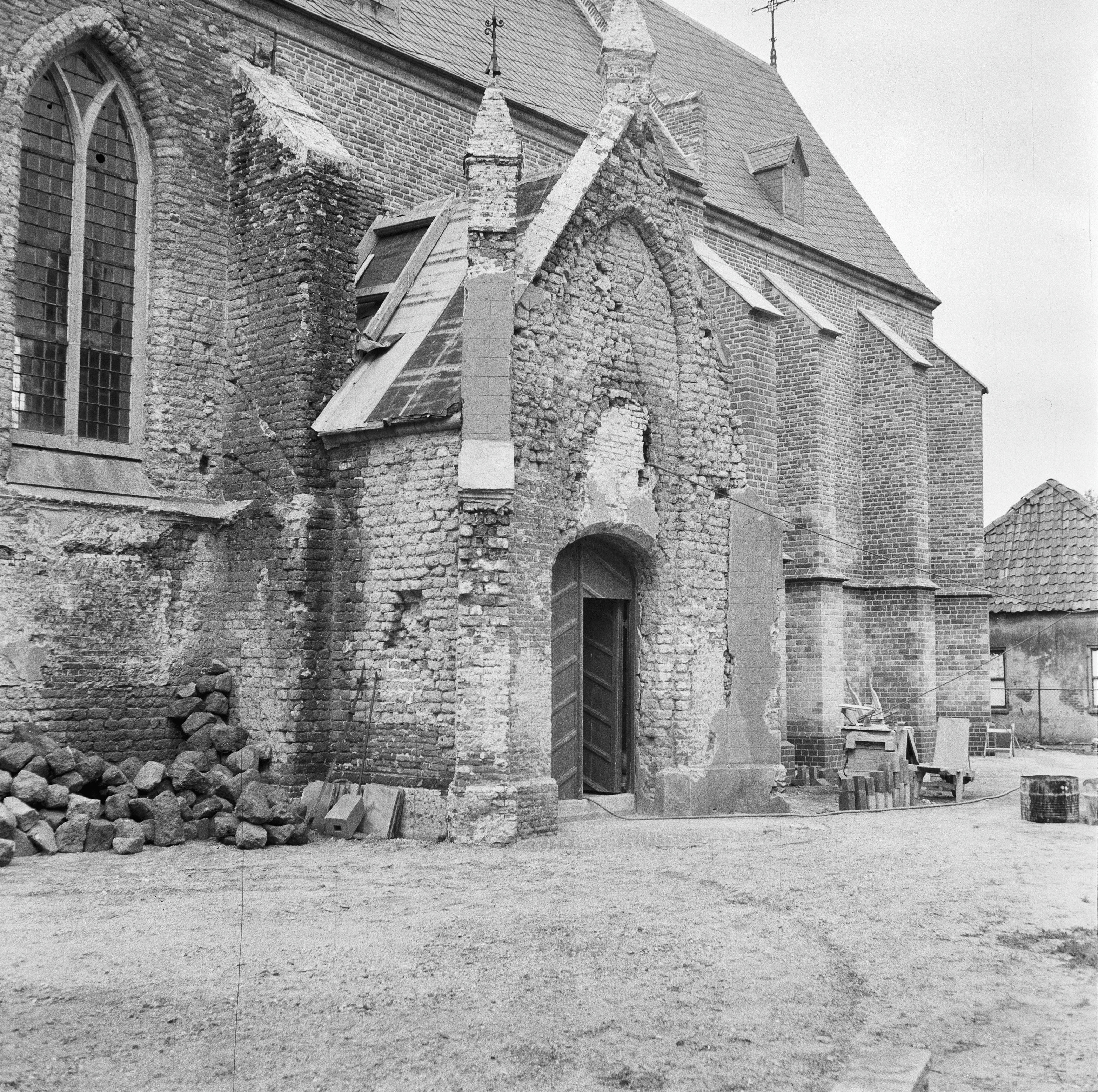
Beschadigingen aan de kerk (1954)